# Andri
Andri (est. Andri järv) – jezioro w Estonii, w prowincji Võrumaa, w gminie Vastseliina. Należy do pojezierza Haanja (est. Hannja järved). Położone jest na zachód od wsi Kündja. Ma powierzchnię 1,5ha linię brzegową o długości 833 m. Sąsiaduje m.in. z jeziorami Luhte, Leoski, Kirbu. Położone jest na terenie obszaru chronionego krajobrazu Haanja (est. Haanja looduspark).